# Дофамін
Дофамі́н або допамі́н (4-(2-аміноетил)бензол-1,2-діол) — нейромедіатор, нейромодулятор та гормон з групи катехоламінів, який в мозку тварин передає емоційну реакцію мотивації та задоволення, і відповідає за рух, тому виробляється у певних клітинах мозку, що контролюють м'язову активність. За хімічною структурою дофамін є моноаміном, синтезованим з амінокислоти тирозину.
Функціонально дофамін регулює спектр фізіологічних і когнітивних процесів, надаючи свій вплив через складну мережу рецепторів і нервових шляхів. Однією з його головних ролей є модуляція мотивованої винагородою поведінки, сприяння почуттю задоволення, підсилення поведінки та мотивації. Крім того, дофамін впливає на руховий контроль, сприяючи плавним і скоординованим рухам, і бере участь у навчанні, пам’яті та уважності. Також дофамін є одним з головних компонентів біохімічного механізму закоханості — мозок людини, що закохалася, починає стрімко виробляти дофамін. Підвищення концентрації дофаміну спостерігається під час очікування споживання приємної на смак їжі чи очікування певної іншої винагороди.
Значення дофаміну виходить за межі його позитивних властивостей — дисрегуляція або дисбаланс функції дофаміну пов’язані з різними неврологічними та психіатричними станами. Хвороба Паркінсона, що характеризується руховими порушеннями, виникає внаслідок втрати нейронів, що виробляють дофамін, у певній області мозку. Вживання речовин, що викликають залежність: алкоголь, нікотин чи кокаїн, тимчасово збільшує концентрацію дофаміну в мозку. У тих, хто має депресію, його рівень низький. Також нестача дофаміну призводить до сповільненості та загальмованості когнітивних процесів в мозку людини, скутості рухів, утруднення ходи, обмеженості рухової активності. 
Дія дофаміну опосередковується кількома підтипами рецепторів, розподілених по всьому мозку. Ці рецептори, класифіковані як D1-подібні та D2-подібні рецептори, сприяють різноманітному впливу дофаміну на пізнання, емоції та поведінку. Окрім нейромедіаторних властивостей у центральній нервовій системі, дофамін діє як гормон. Він здійснює специфічний вплив на функцію серцево-судинної системи — підвищує систолічний артеріальний тиск в результаті стимуляції α-адренорецепторів, збільшує силу серцевих скорочень в результаті стимуляції β-адренорецепторів, збільшує серцевий викид і частоту серцевих скорочень. Також дофамін спричиняє дилатацію судин нирок, збільшує діурез та натрійурез, підвищує синтез простагландинів тканиною нирок, стимулює екзокринну функцію підшлункової залози.

## Регуляція та гомеостаз дофаміну

Біосинтез катехоламінів, включно з дофаміном

Дофамін, нейромедіатор, важливий для функціонування мозку, ретельно регулюється для підтримки делікатної рівноваги, необхідної для правильних фізіологічних і когнітивних процесів. Контроль рівня дофаміну включає складну взаємодію синтезу, вивільнення, зворотного захоплення, шляхів деградації та різноманітних механізмів зворотного зв’язку.

### Синтез дофаміну
Процес синтезу дофаміну відбувається в цитоплазмі нейрона. При гідроксилюванні L-тирозину (який синтезується з фенілаланіну) за допомогою тирозингідроксилази утворюється L-ДОФА (дигідроксифенілаланін), що за допомогою L-ДОФА-декарбоксилази перетворюється в дофамін. Під дією дофамін-β-гідроксилази дофамін може перетворюватись на норепінефрин, з якого за допомогою фенілетаноламін-N-метилтрансферази синтезується епінефрин.
Синтезований нейроном дофамін накопичується у везикулах. Цей процес називається протон-спряженим транспортом — у везикулу за допомогою протон-залежної АТФази накачуються йони Н+, і при їхньому виході за градієнтом у везикулу потрапляють молекули дофаміну.

### Вивільнення дофаміну та нейротрансмісія

Основні шляхи транспортування дофаміну в межах дофамінергічного синапсу.

#### Везикулярне зберігання та вивільнення
Зберігання дофаміну в синаптичних везикулах і його подальше вивільнення при стимуляції нейронів є високорегульованими процесами, вирішальними для нейротрансмісії. У дофамінергічних нейронах везикулярні транспортери моноамінів (VMAT) упаковують дофамін у везикули, концентруючи його для вивільнення. Після надходження потенціалу дії до нервового закінчення, приплив іонів кальцію в клітину запускає везикулярне злиття з пресинаптичною мембраною, уможливлюючи вивільнення дофаміну в синаптичну щілину через екзоцитоз.

#### Регулювання вивільнення через нейронну активність
Вивільнення дофаміну тісно пов'язане з активністю нейронів. Патерни активації в дофамінергічних нейронах під впливом ряду вхідних сигналів з різних областей мозку регулюють кількість і час вивільнення дофаміну. Швидкість активації нейронів впливає на кількість вивільненого дофаміну, дозволяючи динамічно модулювати нейротрансмісію у відповідь на різні фізіологічні сигнали та сигнали навколишнього середовища.
Крім того, вивільнення дофаміну не є рівномірним у всіх дофамінергічних нейронах, а скоріше відбувається в певних моделях і місцях у мозку, сприяючи різноманітним функціям дофаміну в різних нейронних мережах та ансамблях.

#### Ауторецепторний зворотний зв'язок і модуляція вивільнення
Ауторецептори, особливо D2-подібні рецептори, діють як регулятори зворотного зв'язку в контролі вивільнення дофаміну. Ці рецептори розташовані на пресинаптичних дофамінергічних нейронах і чутливі до рівнів позаклітинного дофаміну.
Коли рівень дофаміну підвищується, ці ауторецептори пригнічують подальше вивільнення дофаміну через механізми негативного зворотного зв’язку, зменшуючи синтез і вивільнення дофаміну для підтримки оптимальних концентрацій. І навпаки, зниження рівня дофаміну призводить до зниження активації цих ауторецепторів, сприяючи збільшенню синтезу та вивільнення дофаміну, таким чином допомагаючи підтримувати баланс у системі.
Також, адаптивні зміни в чутливості рецепторів і шляхах передачі сигналів нижче регулюють рівні дофаміну. Крім того, нейрони володіють внутрішніми механізмами для регулювання синтезу та вивільнення дофаміну у відповідь на зміни позаклітинних рівнів дофаміну, що сприяє загальній стабільності нейротрансмісії дофаміну.
А ще, астроцити, тип гліальних клітин у мозку, відіграють певну роль у регуляції гомеостазу дофаміну шляхом модулювання поглинання, вивільнення та метаболізму дофаміну. Вони беруть активну участь у виведенні надлишку позаклітинного дофаміну, сприяючи підтримці належного рівня нейромедіаторів.

### Шляхи зворотного захоплення та деградації

#### Транспортери дофаміну
Транспортери дофаміну (DAT) є інтегральними мембранними білками, розташованими на мембрані пресинаптичного нейрона. Ці транспортери відіграють ключову роль у зворотному захопленні дофаміну із синаптичної щілини назад у пресинаптичний нейрон. Коли дофамін починає впливати на постсинаптичні рецептори, повторне захоплення через DAT швидко видаляє нейромедіатор із синаптичного простору, регулюючи тривалість його дії та запобігаючи тривалій стимуляції постсинаптичних рецепторів.
Швидке повторне захоплення дофаміну за допомогою DAT забезпечує точний контроль над часом і величиною сигналу дофаміну. Порушення регуляції або збій у роботі DAT може призвести до змін рівня дофаміну, впливаючи на нейротрансмісію та сприяючи різноманітним неврологічним і психіатричним захворюванням.
Крім того, такі речовини, як певні ліки та психостимулятори (наприклад, амфетаміни), можуть впливати на функцію DAT, впливаючи на зворотне захоплення дофаміну та згодом змінюючи доступність дофаміну в синапсі, що призводить до значних поведінкових і когнітивних ефектів.

### Ферментативна деградація

#### Моноаміноксидаза (МАО)
Ферменти моноаміноксидази (МАО), які містяться у зовнішній мітохондріальній мембрані нейронів, відповідають за окисне дезамінування дофаміну. MAO розщеплює дофамін на його метаболіти, такі як дигідроксифенілоцтова кислота (DOPAC) і гомованілінова кислота (HVA). Цей ферментативний розпад відіграє вирішальну роль у припиненні дії дофаміну в синаптичній щілині.

#### Катехол-О-метилтрансфераза (КОМТ)
Ферменти катехол-О-метилтрансферази (КОМТ), розташовані як внутрішньо-, так і позаклітинно, сприяють розщепленню дофаміну та його метаболітів. КОМТ метилює дофамін, перетворюючи його на 3-метокситирамін (3-MT). Цей процес відбувається переважно поза синаптичною щілиною, доповнюючи процеси деградації, опосередковані МАО.
Комбінована дія MAO і COMT забезпечує ефективне розщеплення дофаміну, полегшуючи припинення його сигналізації та запобігаючи надмірній або тривалій стимуляції дофамінових рецепторів.
Зміни в активності цих ферментів або генетичні варіації, що впливають на їхню функцію, можуть призвести до змін метаболізму дофаміну, потенційно сприяючи порушенням гомеостазу дофаміну та розвитку неврологічних або психічних розладів.

Розуміння складної взаємодії між механізмами зворотного захоплення через DAT і процесами ферментативної деградації, опосередкованими MAO і COMT, дає розуміння точної регуляції та підтримки рівня дофаміну. Дисфункції в цих шляхах можуть суттєво впливати на нейротрансмісію дофаміну, підкреслюючи їх важливість як для нормального функціонування мозку, так і для патофізіології різних розладів.

### Фактори, що впливають на рівень дофаміну

#### Генетичний вплив на регуляцію дофаміну
Генетичні варіації в генах, що кодують ферменти, транспортери та рецептори, залучені в дофамінові шляхи, можуть значно впливати на індивідуальні відмінності в регуляції дофаміну. Поліморфізми генах, які кодують дофамінові рецептори (наприклад, DRD2, DRD3) або транспортери дофаміну (DAT1, DAT2), можуть впливати на чутливість дофамінових рецепторів, ефективність транспортера та загальну функцію дофамінергічної системи. Ці варіації можуть сприяти відмінностям у обробці винагороди, мотивації та сприйнятливості до неврологічних або психіатричних розладів.

#### Фактори навколишнього середовища та способу життя

##### Дієтичні компоненти
Фактори харчування відіграють певну роль у синтезі дофаміну. Амінокислоти-попередники, такі як тирозин, містяться в продуктах, багатих білком, необхідні для виробництва дофаміну. Організм синтезує дофамін з тирозину через ряд біохімічних реакцій. Фермент тирозингідроксилаза перетворює тирозин в L-ДОФА, який потім перетворюється у дофамін. Для ефективного проходження цього процесу необхідний достатній рівень тирозину, і забезпечення достатнього споживання тирозину може сприяти виробленню дофаміну. Однак на рівень синтезу дофаміну можуть впливати різні фактори, включаючи індивідуальний метаболізм, інші поживні речовини, присутні в раціоні, і загальну здатність організму перетворювати тирозин на дофамін. Хоча тирозин є попередником дофаміну, зв’язок між споживанням тирозину з їжею та рівнем дофаміну в мозку не є однозначним. Мозок жорстко регулює рівень дофаміну, і інші фактори, окрім наявності тирозину, впливають на його синтез і вивільнення. Але очевидно, що достатнє споживання тирозину з їжею сприяє доступності цієї амінокислоти в організмі. Огляд 2015 року прийшов до висновку, що тирозин дійсно покращує когнітивні здібності, особливо в короткочасних стресових та/або когнітивно вимогливих ситуаціях, але лише тоді, коли функція дофаміна не порушена, а його рівні не тимчасово виснажені. Досліджння 2017 року показало, що достатнє споживання тирозину дійсно асоціюється з кращими когнітивними функціями у людей, незалежно від віку.
Крім амінокислоти тирозину, такі мікроелементи та вітаміни, як залізо, цинк і вітаміни B6 і B12, є важливими кофакторами метаболізму дофаміну. Дисбаланс або дефіцит цих поживних речовин може потенційно вплинути на синтез і функцію дофаміну.
- Залізо має важливе значення для активності ферментів, які беруть участь у синтезі дофаміну, зокрема як кофактор для тирозингідроксилази, ферменту, що обмежує швидкість виробництва дофаміну.[9][10] Існує певний зв’язок між дефіцитом заліза та зміною синтезу дофаміну, що потенційно впливає на неврологічні функції та регуляцію настрою.[10][11] Втома, м’язова слабкість, знижена фізична працездатність, зміни в настрої та депресія є найпоширенішими симптомами, пов'язаними з дефіцитом заліза, залежно чи ні від концентрації гемоглобіну.[12]
- Цинк відіграє важливу роль у модулюванні функції рецепторів дофаміну та синаптичної передачі. Він впливає на вивільнення дофаміну та передачу сигналів, впливаючи на збудливість нейронів і синаптичну пластичність. Дослідження показують, що зміни рівня цинку можуть впливати на поведінку та когнітивні функції, пов’язані з дофаміном. Цинк може взаємодіяти з рецепторами дофаміну, зокрема з сімействами рецепторів D1 і D2, змінюючи їх спорідненість зв’язування та шляхи передачі сигналів. Ці взаємодії можуть модулювати реакцію нейронів на дофамін, впливаючи на збудливість нейронів і синаптичну передачу. Дослідження на тваринах показують, що дефіцит цинку впливає на поведінку, демонструючи поведінку, схожу на депресію, тривогу, агресію та погіршення пам’яті та навчання, що відображає деякі спостереження на людях.[13]
- Вітаміни групи B: Вітамін B6 бере участь у перетворенні L-ДОФА на дофамін, діючи як кофактор для ферменту L-ДОФА-декарбоксилази (декарбоксилаза ароматичних L-амінокислот[en]).[14] Вітамін B12 сприяє синтезу S-аденозилметіоніну, який опосередковано впливає на метаболізм дофаміну.[15] Дефіцит цих вітамінів може вплинути на синтез дофаміну та нейротрансмісію. Крім того, вітамін B1 відомий своєю значною роллю в енергетичному метаболізмі та підтримці функції нервової мембрани, тому його дефіцит також може вплинути на функціонування нейронів дофамінергічної системи.[16]

##### Стрес і вплив навколишнього середовища
Хронічний стрес і вплив факторів навколишнього середовища, таких як токсини, можуть впливати на рівень дофаміну.
Гормони стресу, такі як кортизол, можуть впливати на вивільнення дофаміну та чутливість рецепторів. Аверсивні (шкідливі) стресові події можуть негативно регулювати дофамінергічну систему винагороди, порушуючи чутливість до винагороди, яка тісно пов’язана з хронічною депресією, спричиненою стресом
Токсини навколишнього середовища, включаючи певні пестициди або важкі метали, можуть порушувати дофамінергічні сигнали, сприяючи неврологічним порушенням. Важкі метали, такі як свинець і марганець, пестициди, такі як паракват і ротенон, органофосфати та промислові хімікати, такі як поліхлоровані дифеніли, поліциклічні ароматичні вуглеводні, бісфенол А, перфторовані хімічні речовини, можуть порушувати передачу сигналів дофаміну та функцію нейронів, потенційно збільшуючи ризик неврологічних розладів.

##### Вплив ліків і зовнішніх подразників
Речовини, починаючи від ліків, що діють на рецептори або транспортери дофаміну, до психоактивних наркотичних речовин, таких як кокаїн та інші, можуть сильно впливати на вивільнення дофаміну. Ці речовини впливають безпосередньо на вивільнення дофаміну, його зворотне захоплення або активацію рецепторів, що призводить до змін у настрої, когнітивних здібностях і поведінці.
Серед медичних препаратів, антипсихотики (як типові, так і атипові), стимулятори, опіоїди, та агоністи дофаміну можуть негативно впливати на дофамінергічну систему при надмірному або тривалому застосуванні. Ці препарати можуть змінювати рівень дофаміну, чутливість рецепторів і шляхи передачі сигналів, потенційно призводячи до несприятливих ефектів. Належний медичний нагляд і дотримання призначених доз є вирішальними для мінімізації ризику порушення тонкого балансу дофамінергічної системи та пом’якшення потенційних негативних наслідків для психічного та фізичного здоров’я.

##### Звички способу життя
Фізичні вправи, режим сну та соціальні взаємодії можуть модулювати рівень дофаміну.
- Доведено, що регулярна фізична активність збільшує вивільнення дофаміну, сприяючи психічному здоров'ю та профілактиці психічних розладів.[30][31][32][33]
- Адекватний сон також життєво важливий для підтримки оптимальної функції дофаміну[34][35], депривація сну порушує передачу сигналів дофаміну і погіршує увагу.[36]
- Соціальна взаємодія та досвід, що зумовлює відчуття винагороди, викликають вивільнення дофаміну в областях мозку, пов’язаних з обробкою винагороди, сприяючи почуттю задоволення та зміцненню соціальних зв’язків.[37] Позитивні соціальні взаємодії, емпатія та співпраця активують дофамінові шляхи, сприяючи просоціальній поведінці. Заняття приємною діяльністю та досягнення цілей також стимулюють вивільнення дофаміну, мотивуючи людей і впливаючи на регуляцію настрою. Загалом, цей досвід відіграє ключову роль у модулюванні рівня дофаміну, впливаючи на настрій, мотивацію та соціальну поведінку, що має важливе значення для загального благополуччя.[38][39]
- Улюблена музика або візуальні стимули, можуть активувати ділянки мозку, що беруть участь у вивільненні дофаміну.[40] Ці стимули запускають мезолімбічну дофамінову систему, що призводить до відчуття задоволення або підкріплення, впливаючи на мотивацію та прийняття рішень.

## Дофамінові шляхи в мозку
Як нейромедіатор, дофамін бере участь у передачі сигналів між нервовими клітинами (нейронами) у певних областях мозку. Це має вирішальне значення для різних функцій, таких як рух, мотивація, обробка винагороди та задоволення. У цій ролі дофамін вивільняється з пресинаптичних нейронів у синаптичну щілину, де він зв’язується з рецепторами постсинаптичного нейрона, ініціюючи процес передачі сигналу.
Як нейромодулятор, дофамін впливає на активність ширшої мережі нейронів, надаючи більш поширений і довготривалий вплив на функцію мозку. Замість того, щоб безпосередньо спричиняти передачу сигналу між певними нейронами, як це роблять нейромедіатори, нейромодулятори, такі як дофамін, можуть змінювати загальну реакцію нейронних ланцюгів, впливаючи на силу та ефективність синаптичної передачі. Нейромодулююча роль дофаміну включає регуляцію когнітивних функцій, емоційних реакцій, уваги, навчання та прийняття рішень.
Обидві ролі — нейромедіатор і нейромодулятор — важливі для підтримки належної роботи мозку. Нейромедіаторна функція дофаміну сприяє прямому зв’язку між нейронами, тоді як його нейромодулююча функція модулює загальну активність і функціонування різних ланцюгів, ансамблів та мереж мозку, впливаючи на поведінку та пізнання у більшому масштабі.
Дофамін працює через кілька ключових нейронних шляхів у мозку, кожен з яких відіграє певну роль у поведінці, пізнанні та моторному контролі.

Всі 4 дофамінергічні шляхи: мезолімбічний, мезокортикальний, нігростріарний, тубероінфундибулярний

### Мезолімбічний шлях
Беручи початок у вентральній області покришки (VTA), цей мезолімбічний шлях проектується до лімбічної системи, включаючи прилегле ядро, мигдалеподібне тіло та гіпокамп. Він є центральним у схемі винагороди, впливаючи на мотивацію, задоволення та навчання з підкріпленням. Порушення регуляції цього шляху причетно до залежності та розладів настрою.

### Мезокортикальний шлях
Виходячи також з вентральної області покришки VTA, мезокортикальний шлях шлях проектується до префронтальної кори. Він відіграє ключову роль у виконавчих функціях, робочій пам’яті, прийнятті рішень та емоційній регуляції. Дисфункція цього шляху пов’язана з когнітивним дефіцитом, що спостерігається при таких розладах, як СДУГ чи шизофренія.

### Нігростріарний шлях
Починаючи з чорної речовини (nigra з лат. чорна), нігростріарний шлях проектується до дорзальної частини смугастого тіла (лат. corpus striatum), що складається з хвостатого ядра та лушпини. Це життєво важливо для контролю моторики, координації та звичної поведінки. Дегенерація дофамінергічних нейронів на цьому шляху призводить до моторних симптомів, які спостерігаються при хворобі Паркінсона.

### Тубероінфундибулярний шлях
Беручи свій початок в nucleus arcuatus гіпоталамуса, тубероінфундибулярний шлях шлях проектується до гіпофіза. Він регулює секрецію пролактину, відіграючи роль у репродуктивній функції та лактації. Ліки, спрямовані на цей шлях, використовуються для пригнічення вивільнення пролактину.
Ці чотири шляхи утворюють складні мережі, які модулюють різні аспекти поведінки, пізнання та фізіологічних функцій, підкреслюючи різноманітні та важливі ролі дофаміну в мозку. Порушення регуляції або порушення цих шляхів пов’язане з низкою неврологічних і психічних розладів, що підкреслює важливість дофаміну в підтримці належного функціонвуання мозку та здоров’я.

## Функції (дофамін як гормон)
Дофамін мало проникає через гематоенцефалічний бар'єр, і синтез та функції дофаміну у тілі великою мірою незалежні від синтезу та функцій дофаміну у головному мозку
Дофамін має низку фізіологічних властивостей, характерних для адренергічних речовин.

#### Вплив на серце, судини
Дофамін викликає підвищення опору периферичних судин (не таке сильне, як під впливом норадреналіну). Підвищує систолічний артеріальний тиск в результаті стимуляції α-адренорецепторів. Також дофамін збільшує силу серцевих скорочень в результаті стимуляції β-блокаторів. Збільшує серцевий викид. Збільшує частоту серцевих скорочень, але не так сильно, як під впливом адреналіну.
Підвищує потребу міокарду в кисні під впливом дофаміну, проте в результаті збільшення коронарного кровотоку забезпечує підвищене доставляння кисню.

#### Вплив на нирки
В результаті специфічного зв'язування з дофаміновими рецепторами нирок дофамін зменшує опір ниркових судин, збільшує в них кровотік і ниркову фільтрацію. Поряд з цим підвищується натрійурез. Відбувається також розширення мезентеріальних судин. Цією дією на ниркові і мезентеріальні судини дофамін відрізняється від інших катехоламінів (норадреналіну, адреналіну і т. д.). Однак у великих концентраціях дофамін може викликати звуження ниркових судин.
Дофамін також інгібує синтез альдостерону в корі надниркових залоз, знижує секрецію реніну нирками, підвищує секрецію простагландинів тканиною нирок.

#### Вплив на травлення
Дофамін гальмує перистальтику шлунка і кишечника, викликає розслаблення нижнього стравохідного сфінктера і підсилює шлунково-стравохідний і дуодено-шлунковий рефлюкс. В ЦНС дофамін стимулює хеморецептори триггерної зони і блювотного центру і тим самим бере участь у здійсненні акту блювоти.

#### Вплив на нервову систему
Через гематоенцефалічний бар'єр дофамін мало проникає, і підвищення рівня дофаміну в плазмі крові мало впливає на функції ЦНС, за винятком дії на ділянки, що знаходяться поза гематоенцефалічним бар'єром, такі як тригерна зона.

#### Підвищення рівня дофаміну
Підвищення рівня дофаміну в плазмі крові відбувається під час шоку, травм, опіків, крововтраті, стресових станах, при різних больових синдромах, тривозі, страху. Дофамін грає роль в адаптації організму до стресових ситуацій, травм, крововтраті і т. д.
Рівень дофаміну в крові так само підвищується при погіршенні кровопостачання нирок або при підвищеному вмісті іонів натрію, а також ангіотензиногену чи альдостерону в плазмі крові. Імовірно, це відбувається внаслідок підвищення синтезу дофаміну з ДОФА в тканини нирок при їх ішемії або при впливі ангіотензиногену і альдостерону. Ймовірно, цей фізіологічний механізм служить для корекції ішемії нирок та для протидії гіперальдостеронемії та гіпернатріємії.

### Книги
- Yenisetti, Sarat Chandra, ред. (31 жовтня 2018). Dopamine - Health and Disease (англ., відкритий доступ по главам). InTech. ISBN 978-1-78984-269-2.
- Kabbani, Nadine, ред. (2013). Dopamine: Methods and Protocols. Methods in Molecular Biology (англ.) 964. Totowa, NJ: Humana Press, Springer Nature. ISBN 978-1-62703-250-6.
- Cumming, Paul (2009). Imaging Dopamine. Cambridge: Cambridge University Press. ISBN 978-0-521-79002-4.
- Basic Neurochemistry: Molecular, Cellular and Medical Aspects (8th ed.) / Edited by Scott T. Brady, George J. Siegel et al. — Academic Press, 2012. ISBN 978-0-12-374947-5
- Molecular biology of the cell (6th ed) / Alberts B. Johnson A. Lewis J. Morgan D. Raff M. C. Roberts K. Walter P. Wilson J. H. & Hunt T. Garland Science Taylor and Francis Group, 2015.
- From Molecules to Networks An Introduction to Cellular and Molecular Neuroscience. / John H. Byrne, Ruth Heidelberger and M. Neal. Academic Press, 2014. ISBN 978-0-12-397179-1

### Журнали
- [відсутнє в джерелі]Neuropsychopharmacology
- [відсутнє в джерелі]Journal of Neurochemistry
- [відсутнє в джерелі]Neurochemistry International
- [відсутнє в джерелі]NeuroPharmacology